# Casas de los Pinos
Casas de los Pinos è un comune spagnolo di 528 abitanti situato nella comunità autonoma di Castiglia-La Mancia.